# شفاعت
شَفاعَت به معنای تقویت و نیرو بخشیدن به شخص ضعیف است، و شفیع به کسی گفته می‌شود که به نیازمند کمک کند تا او را به اعتدال و بی نیازی برساند. همچنین شفاعت به معنای درخواست بخشش یا کمک کردن از کسی برای دیگری است.

## پیرامون واژه
شفاعت از ماده «شفع» است که در لغت به معنای «جفت شدن با چیزی» است، و اصطلاحاً به معنای حائل شدن برای رفع ضرر از کسی یا رساندن منفعتی به اوست و در عبارت ساده‌تر و در محاورات عرفی بدین معنا به کار می‌رود که شخص آبرومندی از بزرگی بخواهد که از مجرمی بگذرد یا بر پاداش خدمتگزاری بیفزاید. همچنین سید محمد جواد غروی در کتاب خود می‌نویسد که شفاعت -به غلط- در میان برخی عوام مردم (و نه علما) به این معنی است که انسان هر گناهی کرده باشد با سلام کردن و زیارت اهل قبور ائمه و عزاداری برای آن‌ها شفاعت شامل حال آن هاست و گناهانشان بخشیده می‌شود.
«راغب اصفهانی» در تفسیر گران‌سنگ خویش در این مورد می‌نویسد: «الشّفعُ ضَمُّ الشَّی ءِ إِلی مِثلِهِ». همان‌طور که حکماء گفته‌اند «السنخیته علت الانضمام». پس منظور الله از شفاعت انضمام به یک فرد است. حال این فرد می‌تواند انسانی فاجر باشد؛ و حتماً شفاعت‌کننده برای بهشت شفاعت نمی‌کند و عده‌ای برای دوزخ شفاعت می‌کنند.

## در اسلام
در اصطلاح شرعی و مذهبی شفاعت در آن جا مطرح می‌شود که شخصی در نزد خداوند برای دیگری طلب مغفرت و آمرزش نماید یا بخواهد عقابی که در اثر گناه متوجه نفس گنهکار شده از او برداشته شود یا تخفیف یابد. در این حال، شخص گنهکار، شفاعت شونده و خداوند پذیرندهٔ شفاعت خواهد بود. شفاعت به این معنا از مسلّمات دین اسلام به‌شمار می‌رود.
در اسلام، شفیعان در روز قیامت از روایات زیادی که در این مورد وارد شده، معلوم می‌شود که شفیعان در روز قیامت فراوانند؛ از جمله انبیاء الهی، علماء، شهداء، ملائکه، مؤمنین، اعمال صالح، ائمه و قرآن.

### اختلاف نظرها
با اینکه، شفاعت در قرآن درباره فرشتگانی که برای مؤمنان دعا می‌کنند و پیامبر برای مسلمانان خطاکار اما توبه‌کار دعا می‌کند، ذکر شده است. این باور عمومی شده است که پیامبر در روز قیامت برای همه مسلمانان شفاعت خواهد کرد. 
در دوران مدرن رواج گسترده طلب شفاعت از پیامبران و اولیا با دعا بر سر قبورشان  به موضوعی بحث برانگیز تبدیل شد و توسط مسلمانان بویژه سلفی/وهابیها به عنوان نوعی شرک شناخته شد. درست شبیه به نگرش بسیاری از پروتستان ها نسبت به شفاعت قدیسان کاتولیک و ارتدوکس 
شخص مقدس به عنوان واسطه بین انسان و خداوند، دریچه ای را برای اعطای  قدرت به افراد خاص در ارتباط با خداوند باز می کند. هنگامی که این شفیع، مورد تقدس و تسبیح قرار می گیرد نه بطور درونی و ضمنی بلکه بطور بیرونی و صریح جانشین خدا می شود و توحید به شرک مبدل میشود

## شفاعت و اذن خدا
سید محمد جواد غروی با اشاره به آیات الهی در قرآن کریم اثبات می‌کند که شفاعت موقوف به اذن خداست و خداوند وقتی اجازه می‌دهد، که پیامبر یا ائمه با کسی که برایش شفاعت می‌شود سنخیت داشته باشد و اخلاق و اعمال آن شخص مورد رضایت خداوند باشد این موضوع در آیات بقره ۲۵۵، تحریم ۸ نیز نمایان است.

## اقسام شفاعت
شفاعت بر سه نوع است:
- نوع اول:شفاعتی است که مشرکان و بت پرستان بدان معتقد بودند[۸] و می‌گفتند این بتان شفیعان مایند نزد خدا.[۹] مانند آیات زمر ۳، زمر ۴۳.
- نوع سوم:شفاعت به معنای مقرون شدن و سنخیّت یافتن با مطیعین و طیّبین است یعنی ملحق شدن سنخی به سنخ خود، چنان‌که حکما گفته‌اند سنخیت علت انضمام است.[۸] و خداوند عزیز در آیه نور ۲۶ به این موضوع اشاره دارد.

## رابطه معنوی شفاعت شونده و شفیعان
به عقیده مسلمانان کسانی در روز قیامت مورد شفاعت قرار می‌گیرند که رابطه روحی و قلبی با شافعین داشته باشند. کسانی که نسبت به اولیای الهی محبت داشته و پیرو آن‌ها و عقیده‌شان مانند آنان بوده‌است و با آنان به درجاتی روحی رسیده‌اند مورد شفاعت قرار خواهند گرفت. یکی از حکمت‌هایی که باعث شده‌است خداوند در روز رستاخیز اولیای الهی را واسطه و شفیع این افراد قرار دهد، همین رابطه معنوی و سنخیتی است که در بین آنان نسبت به یکدیگر وجود دارد. در روایات متعدد و بسیار زیادی به دوستی پیامبر و اهل بیتش تأکید شده‌است چراکه همین دوستی موجب رابطه معنوی و سنخیتی روحی با آنان می‌شود. در منبع دینی آمده‌است کسانی که حلقه ارتباط و اتصال به اولیای الهی را گسسته و امامت را نپذیرفته‌اند، شفاعت نخواهند شد برای مثال به این روایت اشاره می‌کنیم که پیامبر اسلام می‌گوید: «به خدا سوگند! برای کسانی که فرزندان و ذریه ام را آزار کرده باشند شفاعت نمی‌کنم.»

## رضایت از شفیع
همان‌طور که خداوند باید از شفاعت شونده رضایت داشته باشد همان‌طور هم باید از شفیعان رضایت داشته باشد، چراکه شفیعان واسطه فیض خدا هستند به همین علت شرط اصلی و اساسی آنان این است که مورد رضایت و پسند خدا باشند و آنان کسانی اند که خدا برای این کار پسندیده‌است و به آن‌ها اجازه شفاعت داده‌است.

## رضایت از شفاعت شونده
شفاعت شفاعت شوندگان، باید مورد رضای خدا باشد؛ یعنی شفاعت در حق کسی خواهد شد که در دنیا، راه حق را رفته و مسیر بندگی را در پیش گرفته باشد.

در حقیقت شفاعت تجلی اراده و خواست خدا برای بخشش بندگانی است که در دنیا عقیده و اعمالشان مورد رضایت خدا بوده‌است؛ هرچند اگر لغزش و گناهی از آنان سرزده باشد، شفاعت، پاداشی در حق آنان می‌باشد.

## کسانی که از شفاعت محروم می‌باشند
به عقیده مسلمانان کافران و مشرکان و کسانی که پیامبر و اهل بیت ایشان را آزار داده‌اند و همین‌طور دشمنان اسلام و همچنین کسانی که نماز را سبک می‌شمارند مورد شفاعت قرار نخواهند گرفت. در روایتی از جعفرصادق در رابطه با کسانی که نماز را سبک می‌شمارند چنین بیان نموده‌است: «کسی که نماز را سبک بشمارد شفاعت ما هرگز شامل حالش نمی‌شود.»

## شفاعت از منظر قرآن

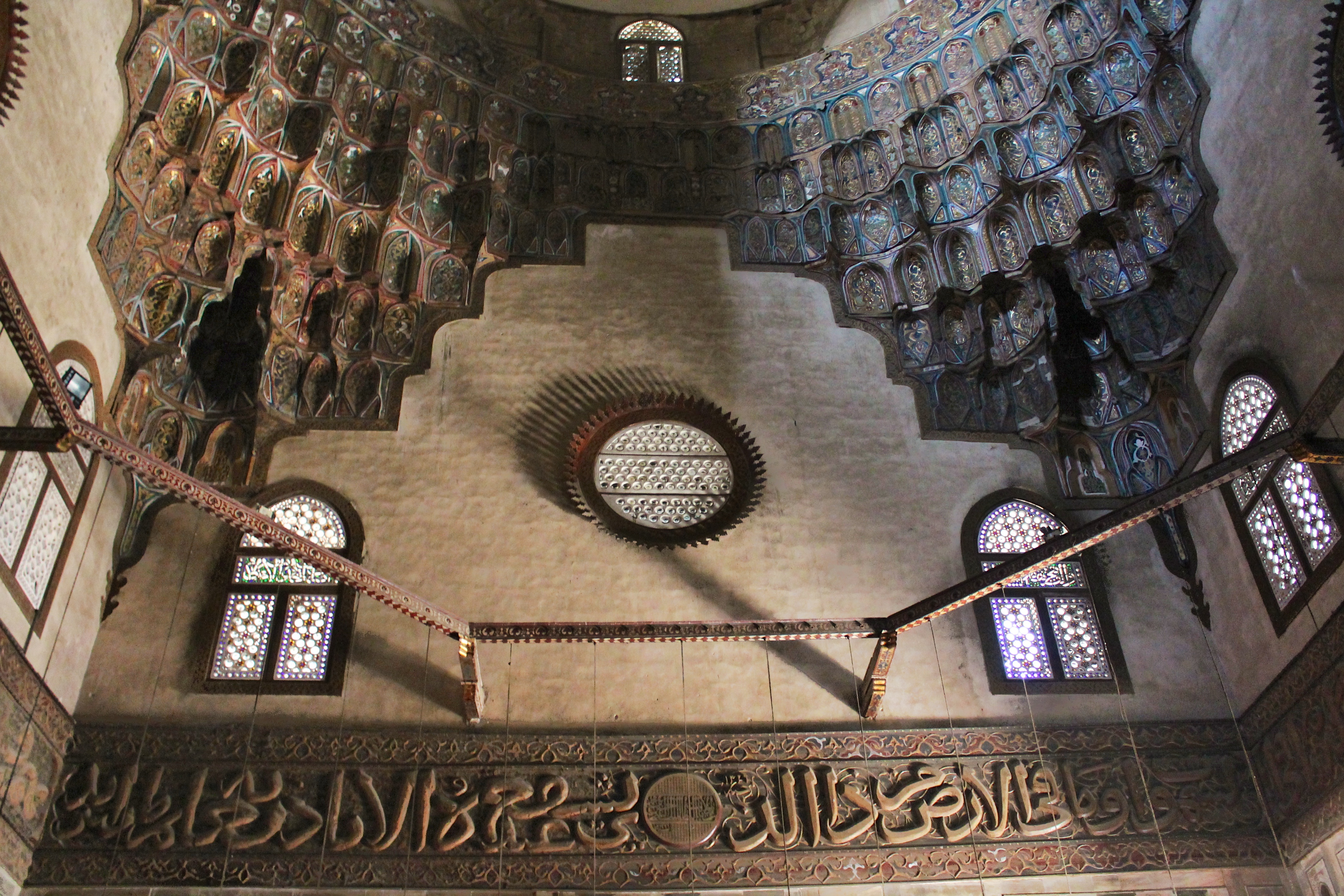
آیه‌ای در ارتباط با شفاعت بر دیوار مسجد سلطان حسن

### آیاتی مرتبط با شفاعت
بیست ودو آیه در قرآن مربوط به شفاعت است:
۱-الأنبیاء ۲۸، ۲-الأعراف ۵۳، ۳-النساء ۸۵، ۴-مریم ۸۷، ۵-طه ۱۰۹، ۶-الزخرف ۸۶، ۷-البقرة ۲۵۵،
۸-یونس ۳، ۹-یونس ۱۸، ۱۰-السجدة ۴، ۱۱-البقرة ۴۸، ۱۲-سبأ ۲۳، ۱۳-غافر ۱۸، ۱۴-یس ۲۳،
۱۵-الأنعام ۷۰، ۱۶-النجم ۲۶، ۱۷-الزمر ۴۳، ۱۸-الزمر ۴۴، ۱۹-هود ۷۴، ۲۰-المدثر ۴۸، ۲۱-الشعراء ۱۰۰، ۲۲-البقرة ۲۵۴.
لازم است ذکر شود که ۲۲ مورد آیات فوق در ارتباط با شفاعت است نه اینکه حتماً ماده شفاعت در آنها بکار رفته باشد چراکه آیه ۷۴ سوره مبارکه هود، هیچ ماده و واژه شفاعت در آن بکار نرفته‌است و می‌گوید: «فَلَمَّا ذَهَبَ عَنْ إِبْرَاهِیمَ الرَّوْعُ وَجَاءتْهُ الْبُشْرَی یُجَادِلُنَا فِی قَوْمِ لُوطٍ»(۷۴/هود) یعنی: پس وقتی ترس ابراهیم زایل شد و مژده (فرزنددار شدن) به او رسید، دربارهٔ قوم لوط با ما (به قصد شفاعت) چون و چرا می‌کرد. - ولی از آنجا که در خصوص وساطت و نوعی شفاعت ابراهیم پیامبر، در حق قوم لوط پیامبر علیهما السلام و خصوصاً شخص لوط پیامبر علیه السلام است تا مبادا - به پندار ابراهیم، بخاطر غفلت فرشتگان عذاب از وجود لوط مؤمن در سرزمینی که قرار بود مجرمانش مورد عذاب واقع شودند لوط پیامبر نیز همراه با آن قوم گناهکار، گرفتار عذاب شود! - و البته فرشتگان عذاب الهی هم به ابراهیم پیامبر پاسخ دادند که: ما خودمان از تو بهتر به این مسئله آگاهیم «قالَ إِنَّ فیها لُوطاً قالُوا نَحْنُ أَعْلَمُ بِمَنْ فیها لَنُنَجِّیَنَّهُ وَ أَهْلَهُ إِلاَّ امْرَأَتَهُ کانَتْ مِنَ الْغابِرینَ»(۳۲/عنکبوت) یعنی ابراهیم گفت: در آن آبادی، لوط ساکن است! فرشتگان در پاسخش گفتند: ما به کسانی که در آن آبادی هستند آگاهتریم، حتماً او و خانواده اش را نجات می‌دهیم جز همسرش که در میان قوم گنهکار باقی خواهد ماند. - لذا عده ای از محققین، این آیه شریفه را نیز در ردیف آیات مرتبط با بحث شفاعت (اثبات یا عدم اثبات شفاعت در آخرت) ذکر می‌کنند.
البته عکس آن هم صادق است مثلاً آیه سوم از سوره فجر با اینکه ماده شفاعت در آن بکار رفته‌است ولی چون ارتباطی با شفاعت به معنای اصطلاح رایج (وساطت) ندارد، بعضی آن را در مبحث شفاعت ذکر نمی‌کنند زیرا قرآن کریم می‌فرماید: «وَالشَّفْعِ وَالْوَتْرِ»(۳/فجر)
یعنی: قسم به حق جفت (که کلیه موجودات عالم است) و به حقّ فرد (که ذات یکتای خداست).
۱- "بگو شفاعت یکسره از آن خداست فرمانروایی آسمانها و زمین خاص اوست سپس به سوی او باز گردانیده می‌شوید " زمر ۴۴
۲-"به جای خدا چیزهایی را می‌پرستند که نه به آنان زیان می‌رساند و نه به آنان سود می‌دهد و می‌گویند اینها نزد خدا شفاعتگران ما هستند بگو آیا خدا را به چیزی که در آسمانها و در زمین نمی‌داند آگاه می‌گردانید او پاک و برتر است از آنچه شریک می‌سازند" یونس ۱۸
۳- "و بسا فرشتگانی که در آسمانهایند شفاعتشان به کاری نیاید مگر پس از آنکه خدا به هر که خواهد و خشنود باشد اذن دهد " نجم۲۶
۴- «ای کسانی که ایمان آورده‌اید از آنچه به شما روزی داده‌ایم انفاق کنید پیش از آنکه روزی فرا رسد که در آن نه داد و ستدی است و نه دوستی و نه شفاعتی و کافران خود ستمکارانند» شعرا ۲۵۴
۵- «خدا کسی است که آسمانها و زمین و آنچه را که میان آن دو است در شش هنگام آفرید آنگاه بر عرش استیلا یافت برای شما غیر از او سرپرست و شفاعتگری نیست آیا باز هم پند نمی‌گیرید» سجده ۴
آیاتی که شفاعت را نفی می‌کنند مانند: «یَأَیُّهَا الَّذِینَ ءَامَنُواْ أَنْفِقُواْ مِمَّا رَزَقْنَکُمْ مِنْ قَبْلِ أَنْ یَأْتِیَ یَوْمٌ لَابَیْعٌ فِیهِ وَلَا خُلَّةٌ وَلَا شَفَعَةٌ وَالْکَفِرُونَ هُمُ الْظَّلِمُونَ.» ترجمه فارسی آیه: ای کسانی که ایمان آورده‌اید! از آنچه به شما روزی داده‌ایم انفاق کنید، پیش از آنکه روزی فرا رسد که نه خرید و فروشی در آن است و نه دوستی و نه شفاعتی، و «بدانید که» کافران همان ستمگران هستند. «که هم به خود ستم می‌کنند وهم به دیگران.»

آیاتی که شفاعت را تنها مختص به خدا می‌دانند مانند: «أللَّهُ الَّذِی خَلَقَ السَّمَوَاتِ وَالْأَرْضَ وَمَا بَیْنَهُمَا فِی سِتَّةِ أَیَّامٍ ثُمَّ اسْتَوَی عَلَی الْعَرْشِ مَا لَکُم مِّن دُونِهِ مِن وَلِیٍ‌ّ وَلَا شَفِیعٍ أَفَلَا تَتَذَکَّرُونَ.» ترجمه فارسی آیه: خداوند کسی است که آسمان‌ها و زمین و آنچه را میان آن دو است، در شش روز آفرید، سپس بر عرش استیلا یافت؛ برای شما جز او هیچ یاور و شفاعت‌کننده‌ای نیست، آیا متذکّر نمی‌شوید «و پند نمی‌گیرید؟»

آیاتی که از شفاعت دیگران به اجازه خدا یاد می‌کنند مانند: «اللَّهُ لَا إِلَهَ إِلَّا هُوَ الْحَیُّ الْقَیُّومُ لَا تَأْخُذُهُ سِنَةٌ وَلَا نَوْمٌ لَهُ مَا فِی الْسَّمَوَتِ وَمَا فِی الْأَرْضِ مَنْ ذَا الَّذِی یَشْفَعُ عِنْدَهُ إِلَّا بِإِذْنِهِ یَعْلَمُ مَا بَیْنَ أَیْدِیْهِمْ وَمَا خَلْفَهُمْ وَلَا یُحِیطُونَ بِشَیءٍ مِنْ عِلْمِهِ إِلَّا بِمَا شَآءَ وَسِعَ کُرْسِیُّهُ الْسَّمَوَتِ وَالْأَرْضَ وَلَا یَؤُدُهُ حِفْظُهُمَا وَ هُوَ الْعَلِیُّ الْعَظِیمُ.

آیاتی که شرایط شفاعت کنندگان را بیان می‌کنند. مانند:
- «وَلَا یَشْفَعُونَ إِلَّا لِمَنِ ارْتَضَی[۱۵]» ترجمه فارسی آیه: «شفاعت نمی‌کنند مگر برای کسی که مورد رضایت خدا باشد.»
- «مَا لِلظَّالِمِینَ مِنْ حَمِیمٍ وَلَا شَفِیعٍ[۱۶]» ترجمه فارسی آیه: «برای ستمکاران، دوستدار و شفیعی نیست.»

صاحب کتاب: «دانشنامه عقاید اسلامی» در بخش: الشَّافع والشَّفيع في القرآن والحديث‏ میگوید: لقد استُعملت المشتقّات المختلفة لمادّة «شفع» في القرآن الكريم إِحدى وثلاثين مرّةً، واستُعمل اسم «الشَّفيع» ثلاث مرّات‏، وقد انحصرت الشَّفاعة بالأَصالة في اللّه وحده، كما نطق القرآن والأَحاديث، أَمّا شفاعة الآخرين فهي ممكنة بإذن اللّه سبحانه.(محمد محمدى رى شهرى، دانشنامه عقايد اسلامى - قم، چاپ: دوم، 1386، ش) 
یعنی: ماده شفاعت سی و یک مرتبه، و واژه شفیع نیز سه بار در قرآن بکار رفته است، و همانگونه که از قرآن و احادیث بر می آید، شفاعت تنها منحصر به خداوند یکتاست. ولی شفاعت دیگران با اذن و اجازه خداوند پاک و منزّه، امکان پذیر می باشد.
ماده شفاعت از ریشه «شفع و شفاعت» که هر دو مصدر اند به معنی: وساطت، جفت و منظم کردن چیزی به چیزی، سی و یک مرتبه در قالب بیست و شش آیه شریفه در قرآن کریم بکار رفته‌است که به ترتیب عبارتند از:
۱- سوره بقره آیات ۴۸ و ۱۲۳ و ۲۵۴ و ۲۵۵ هرکدام یک مرتبه. (جمعاً ۴ مرتبه) ۲- سوره نساء آیه ۸۵ چهار مرتبه. (جمعاً ۴ مرتبه) ۳- سوره انعام آیات ۵۱ و ۷۰ و ۹۴ هرکدام یک مرتبه. (جمعاً ۳ مرتبه) ۴ - سوره اعراف آیه ۵۳ دو مرتیه. (جمعاً ۲ مرتبه) ۵- سوره یونس آیات ۳ و ۱۸ هرکدام یک مرتبه. (جمعاً ۲ مرتبه) ۶- سوره مریم آیه ۸۷ یک مرتبه. (جمعاً ۱ مرتبه) ۷- سوره طه آیه ۱۰۹ یک مرتبه. (جمعاً ۱ مرتبه) ۸- سوره انبیاء آیه ۲۸ یک مرتبه. (جمعاً ۱ مرتبه) ۹- سوره شعراء آیه ۱۰۰ یک مرتبه. (جمعاً یک ۱ مرتبه) ۱۰- سوره روم آیه ۱۳ یک مرتبه. (جمعاً ۱ مرتبه) ۱۱- سوره سجده آیه ۴ یک مرتبه. (جمعاً ۱ مرتبه) ۱۲- سوره سبأ آیه ۲۳ یک مرتبه. (جمعاً ۱ مرتبه) ۱۳- سوره یس آیه ۲۳ یک مرتبه. (جمعاً ۱ مرتبه) ۱۴- سوره زمر آیات ۴۳ و ۴۴ دو مرتبه. (جمعاً ۲ مرتبه) ۱۵- سوره غافر آیه ۱۸ یک مرتبه. (جمعاً ۱ مرتبه) ۱۶- سوره زخرف آیه ۸۶ یک مرتبه. (جمعاً ۱ مرتبه) ۱۷- سوره نجم آیه ۲۶ یک مرتبه. (جمعاً ۱ مرتبه) ۱۸- سوره مدثر آیه ۴۸ دو مرتبه. (جمعاً ۲ مرتبه) ۱۹- سوره فجر آیه ۳ یک مرتبه. (جمعاً ۱ مرتبه) (جمع کل ۳۱ مرتبه در قالب ۲۶ آیه شریفه)
حیدرعلی قلمداران در کتاب «راه نجات از شر غُلات»  می نویسد:
حق این است که هیچ‌کدام از ۳۱ مورد آیات شریفه فوق، در مقام اثبات شفاعت به معنای شیعی آن، بکار نرفته‌است؛
لذا قلمداران در این اثر  خود، مفهوم شفاعت و منظور قرآن از آن را  تبیین می‌کند و آنگاه، قرائت شیعی از شفاعت و تأثیر آن بر باورهای شیعیان را مورد بررسی قرار می‌دهد. چگونگی نشر این عقیده «شفاعت» در مذهب تشیع و سیر تاریخی کتب و باورهای غُلات، موضوعی است که وی در ادامه مبحث خود آورده‌است.

### مشمولین شفاعت

شفای کودکان آبیکو

مشمولین شفاعت همان اصحاب یمین هستند که دین و اعتقادی صحیح دارند و از بهشتیان محسوب می‌شوند. «وَلَا یَشْفَعُونَ إِلَّا لِمَنِ ارْتَضَی» براساس این آیه شفاعت تنها به کسانی تعلق دارد که خدا از آنان راضی یا خشنود باشد. در این آیه تنها خشنود بودن خدا ملاک می‌باشد و از شرایط دیگری برای شفاعت ذکر نشده‌است. به تفسیر مفسران منظور خدا از خشنودی، خشنود بودن از دین آن هاست و نه اعمال آن‌ها. از مجموع این آیه‌ها نتیجه می‌گیریم که مشمولین شفاعت کسانی هستند که معتقد به دین حق باشند، امّا گناهان کبیره انجام داده باشند، چراکه در ابتدای سورهٔ نساء به این مسئله اشاره شده‌است که تنها گناهان کبیره است که تا قیامت باقی می‌ماند و الا کسانی که مرتکب گناهان صغیره شده‌اند براساس مفاد ابتدای این سوره مورد عفو قرار می‌گیرند.

### شافعین
شفاعت دو قسمت است: شفاعت تکوینی و شفاعت تشریعی

شفاعت تکوینی عبارت است از وساطت علل وجودی در میان خدا و موجودات دیگر. براساس این نظر تمام اسباب و علل وجودی، شفیع محسوب می‌شوند.

شفاعت تشریعی نیز دو قسمت است: یکی شفاعت کنندگان در دنیا که سبب مغفرت، آمرزش و قرب الهی می‌شوند. موارد زیر را می‌توان از جمله این شفاعت کنندگان برشمرد:

توبه، قرآن و ایمان عمل صالح، ملائکه و مؤمنان.

دیگر شفاعت کنندگان در جهان آخرت و قیامت، از آیه ۱۴۳ سوره بقره، این گونه می‌توان استفاده نمود که منظور از شهدا، شاهدان اعمال هستند. نه کشته شدگان در راه خدا.

## شفاعت از منظر روایات

### شفاعت پیامبر اسلام
در روایتی نیز از جعفرصادق سؤال شد:

مگر مؤمن به شفاعت محمد صلی الله علیه و آله و سلم درآن روز نیازمند است؟ فرمود: آری؛ مؤمنان نیز خطاها و گناهانی دارند و هیچ‌کس نیست مگر این که آن روز به شفاعت محمد صلی الله علیه و آله و سلم محتاج است.

### شفاعت قرآن
قلمداران و دیدگاه وی در مورد شفاعتی که در قرآن است: حیدرعلی قلمداران در ابتدا و مقدمه کتاب «راه نجات از شر غلات» می‌گوید: «مسئله شفاعت که در ملت ما تا این حد وسعت یافته که علاوه بر اینکه گویندگانی غالباً بی اطلاع از حقایق دین و بیخبر از حد و مرز شرع مبین و حتی فاقد سواد خواندن و نوشتن که بناحق منبر را که جایگاه انبیای مرسلین و اولیای صدیقین است غصب کرده و با افسانه‌های خود به گمراه نمودن خلق در هر صبح و شام بنام روضه خوانی مشغولند و معرکه گیرانی که خود سر تا پا جنایت و گناه بوده در هر گاه‌وبیگاه عوام الناس را دور خود جمع نموده و با بافته‌ها و ساخته‌های خود مردم را به پرتگاه هلاکت و گناه تشویق می‌کنند؛ و هرگاه دقت شود معلوم می‌گردد که اینان که باب شفاعت بوسعت آسمان و زمین بروی مردم باز می‌کنند غیر از اغوای شیطانی دو محرک نفسانی نیز دارند که یکی از آنها آن است که چون خود سر تا پا آلودهی معاصی و گناهاند و چنین کسان گاه باشد که در وجدان خود احساس گناهگاری و حقارت کنند برای آنکه در این وضع و حال شرکائی و رفقائی داشته باشند تا از تنهائی و انفراد وحشت نکنند و رنج نبرند دیگران را نیز بدین وضع و حال می‌خوانند و به این عرصه می‌کشانند بگمان آنکه با رفقا و شرکاء بسیار خدا را ناچار به صرف نظر از عذاب و عفو از کیفر خود خواهند کرد!!. و علت دیگر این دعوت بشفاعت آن است که از این طریق جلب رضایت و خشنودی شنوندگان را کرده در مقابل آنان را ببذل مال و انجام سؤال خود وادار نموده استفاده ای شایان می‌کنند. آری، علاوه براینان متأسفانه مسألهٔ شفاعت در کتب احادیث و روایات نیز جائی بزرگ برای خود باز کرده و حتی از افراد مشهور و محترمی آثاری در اینگونه کتب باقی مانده است که برای یاران شیطان دستاویزی محکم و مستمسکی مستحکم است چنان‌که در یکی از کتب فقهی معروف فقیه مشهوری نوشته‌است که: زنی زنا می‌داد و فرزندانی از زنا می‌آورد و آنها را از ترس رسوائی می‌سوزانید، و کسی جز مادرش از این افعال زشت او خبر نداشت همینکه مرد و دفنش کردند، خاک جنازه او را قبول نمی‌کرد و بیرون می‌انداخت او را بهر نقطه ای بردند چنین بود عاقبت اهل او نزد امام وقت رفته واقعه را بحضرتش عرض کردند امام پس از آنکه قضیه را از مادرش پرسید و بما وقع آگاه گردید به اهل آن زن دستور داد که مقداری از تربت حسینی در قبر او بگذارند. بدینصورت بر آن گناه لباس مغفرت پوشیده شد. ملای معروف دیگری در کتابهای بسیاری که در این قرن لابد برای ترویج معارف اسلامی و معالم دین مبین می‌نوشت در یکی از کتابهایش داستان زنی را نوشته‌است که: پسر خود را مست کرده و وادار می‌نمود که با او زنا کند و آن پسر هموار با مادر خود چنین می‌کرد!! اما بعد از مرگ آن زن را دیدند که در عالی‌ترین درجات بهشت است از موجب آن پرسیدند گفت: روزی هفت مرتبه صلوات می‌فرستادم؛ و صدها از این قبیل کفریات که هر که با مجالس دینی ما این روزها آشنا باشد از این مطالب زیاد شنیده‌است! شما هرگاه بقرآن کریم مراجعه کنید می‌بینید که نه تنها چنین شفاعتی در آن نیست بلکه اساساً شفاعت در آن پایه ای و مایه ای ندارد و جز ذات احدیت کسی را در عرصهٔ قیامت هیچگونه قدرت و جرأتی نیست، و مسئلهٔ شفاعت بدین کیفیت جز اغوای شیطان که از هواهای نفسانی مدد می‌گیرد، حقیقتی ندارد؛ و ما هر گاه به عقل و وجدان خود نیز مراجعه کنیم، هرگز نمی‌توانیم باور کنیم که پیغمبری که از جانب پروردگار جهان برای اصلاح و هدایت بندگان او مبعوث شده‌است و شریعتی را بدین بنیان محکم و قواعد حکیمانه بنیاد نهاده‌است با طرح چنین شفاعتی آن را از بیخ و بن ویران نماید؟!. بنظر ما علت نکبت و ذلت شرق و بخصوص ما مسلمانان و بالاخص ما ایرانیان که هیچ قانون و مقرراتی در میان ما ثبات و احترامی ندارد و این اندازه ملت ما آلوده و غیرقابل اصلاح شده‌است که هیچ رژیم و آئینی قادر به اصلاح آن نیست وجود همینگونه مسائل است؛ زیرا وقتی مغرور بودن بشفاعت انسان را به تجاوز در حریم قوانین شریعت گستاخ کرده و جرأت دهد دیگر هیچ مقررات و قانونی درمیان چنین ملتی از حرمت برخوردار نخواهد بود و این زیان و خسرانی بس عظیم است. اینک ما شما را به مطالعهٔ این مختصر دعوت می‌کنیم تا بینید مسئلهٔ شفاعت با این همه خسارت و نکبت در نظر شریعت اسلامی چه پایه و مایه ای دارد؟! علت گسترش و پذیرش مسئله شفاعت بدینصورت که: اولیاء و مقربان درگاه خدا در روز قیامت برای عاصیان که گاه باشد مشفوع له خود را به همهٔ گناه و عصیان می‌توانند تا عالی‌ترین درجات بهشت ارتقاء دهند یا در دنیا به منتها آرزوهایشان برسانند چنان‌که این عقیده را از آنان در متن کتاب آورده‌ایم از شفاعت معموله در درگاه سلاطین جبار و دربار فرمانروایان دیکتاتور و خودخواه قیاس و کپی شده‌است که گاه باشد مجرمی مفسد و واجب القتل را بعلت شفاعت شفیعی از اقارب و احباب سلطان جبار از پای دار به کاخ محارم و خزائن اسرار همان سلطان رهبری کند و او را با تمام جنایاتش به عالیترین مقام و درجات ارتقا دهد و فرد نالایق پستی را به شریف‌ترین شغل و بهترین پست امارت و وزارت رساند، چنان‌که ممکن است فرد صالح و لائقی بی هیچ علت و گناه مورد بی اعتنائی و غضب پادشاه قرار گیرد!!. آری، اینگونه عقائد و افکار از چنین سرزمینهائی که از عدل و انصاف دور و از عقل و شرع مهجورند سرچشمه گرفته و در چنین محیط هائی نشو و نما می‌کند؛ زیرا ملتی که در آن عقل و عدل حاکم نبوده و صداقت و لیاقت ارزشی ندارد و کارها همه با پارتی بازی و شفیع تراشی انجام میستها و مقامها با تملق و ثناخوانی و کرنش و ستایش جباران و سوگلیان سلاطین، غالباً به اشخاص پَست و نالایق داده می‌شود و علم و هنر و انسانیت و شخصیت و عفت و لیاقت ارزشی ندارد و مردمش همه چیز را با چنین مقیاس و میزانی می‌سنجند. درگاه پروردگار خود را نیز چون دربار سلاطین جبار می‌پندارند و بدبختانه به همین صورت و کیفیت پروریده می‌شوند! لذا در میان چنین ملت فاسدی هرگز صلاح و سداد و تقوی و انضباط و عفت و اخلاق رشد پیدا نمی‌کند و مردمش طریق صحیح مراحل حیات را با چنین خصال و صفات نمی‌پیمایند و جز تملق و شخص پرستی و بی اعتنائی باساس و ارگان حقایق زندگی و عدم ارزش فضائل اخلاقی چیزی نخواهند داشت و نسل لایق و صالحی بجای نخواهند گذاشت!. ما امیدواریم مطالعهٔ این رساله حقیقت شفاعت را چنان‌که هست نه چنین که پنداشته می‌شود برخوانده آشکار کند و در نتیجه کسانی که تصور می‌کنند با تملق و توسل شفیعان پنداری می‌توان بجائی رسید بخود آیند و حقیقت آن را بر نفس خود تلقین نمایند که در پیشگاه خداوند عالم الغیب و الشهادة و مالک یوم الدین جز براستی و حقیقت زندگی تقرب نتوان یافت و بحضرتش برجعت شتافت شاید در اثرانتشار این حقایق جامعه ما از این ذلت و انحطاط که به علتهای مذکوره بدان مبتلی گشته‌است و بدان انس و عادت گرفته‌است نجات یابد به خود یا لا اقل نسل او بجانب مجد و عظمت مسلمین صدر اول که دچار چنین عقائد سخیفه نبودند بقدم سعی و عمل شتابد.»
وی در ادامه، موضوع شفاعت را به دقت و با استناد به آیات قرآن کریم، مورد بحث قرار داده و از جمله می‌گوید:
«اولا: کلمه شفاعت در قرآن چه از لحاظ معادی و آخرتی و چه از منظر معاشی و دنیوی جز دربارهٔ فرشتگان استعمال نشده‌است. اما دربارهٔ معاش و دنیا همان است که فرشتگان به فرمان و اذن پروردگار جهان، متصدی پاره ای از امور خلقت و طبیعت اند و آن نیز بدون اذن و حول و قوه الهی که بدانها محول است نبوده و در هیچ امری از امور استقلال ندارند که بمیل و اراده خویش آنرا انجام دهند. واما شفاعت آنها (فرشتگان) در امر آخرت همان استغفار است که برای مؤمنین یا برای عموم اهل زمین می‌کنند حال پذیرفته و قبول درگاه پروردگار بشود یا نشود و تازه مهم اینکه: این عمل استغفار فرشتگان که به فرمان خداوند متعال است، فقط در همین حیات دنیا واقع می‌شود نه در آخرت، مانند: قرآن کریم می‌فرماید: «تَکَادُ السَّمَاوَاتُ یَتَفَطَّرْنَ مِنْ فَوْقِهِنَّ وَالْمَلَائِکَةُ یُسَبِّحُونَ بِحَمْدِ رَبِّهِمْ وَیَسْتَغْفِرُونَ لِمَنْ فِی الْأَرْضِ أَلَا إِنَّ اللَّهَ هُوَ الْغَفُورُ الرَّحِیمُ»(۵/شوری) یعنی: نزدیک است که آسمانها از فراز هم یکی پس از دیگری شکافته شود، و فرشتگان (رحمت) به ستایش خدای خود تسبیح گویند و برای اهل زمین از خدا مغفرت و آمرزش طلبند آگاه باشید ای بندگان، بدانید که خداست آن ذاتی که بسیار آمرزنده و مهربان است.
ثانیاً: در خصوص شفاعت انسانی برای انسانی اعم از اینکه شفیع، پیغمبری یا امامی یا مؤمنی باشد هیچ آیه ای در قرآن وجود ندارد. علی‌الخصوص در روز قیامت، که تمام آیات کتاب آسمانی منکر و مخالف آن است که در آن روز کسی برای کسی نافع و مفید و شفیع باشد و بلکه هر نفسی در گرو عمل خویش می‌باشد، و اگر بخواهیم خیرخواهی و شفاعت انسانی را برای انسانی از قرآن استنباط و استخراج نمائیم فقط همان استغفار است که پیغمبر و مؤمنین بدستور و امر پرودگارجهان، در این دنیا انجام می‌دهد و لاغیر مانند: «فَاعْلَمْ أَنَّهُ لَا إِلَهَ إِلَّا اللَّهُ وَاسْتَغْفِرْ لِذَنبِکَ وَلِلْمُؤْمِنِینَ وَالْمُؤْمِنَاتِ وَاللَّهُ یَعْلَمُ مُتَقَلَّبَکُمْ وَمَثْوَاکُمْ»(۱۹/محمد) یعنی: پس (ای محمد) بدان که معبودی جز «اللّه» نیست؛ و برای گناه خود و مردان و زنان با ایمان استغفار کن و خداوند محل حرکت و قرارگاه شما را می‌داند. یا مثلاً ابراهیم پیامبر علیه السلام می‌فرماید: «رَبَّنَا اغْفِرْلِی وَلِوَالِدَیَّ وَلِلْمُؤْمِنِینَ یَوْمَ یَقُومُ الْحِسَابُ»(۴۱/ابراهیم) یعنی: پروردگارا، مرا و پدر و مادرم را و همه مؤمنان را در روزی که قیامت برپا می‌شود بیامرز. ایضاً اهل ایمان که برای یکدیگر از خدا طلب آمرزش می‌کنند و اینهم فقط در دنیا است که محل عبادت و طاعت است مانند: «وَالَّذِینَ جَاءُوا مِنْ بَعْدِهِمْ یَقُولُونَ رَبَّنَا اغْفِرْ لَنَا وَلِإِخْوَانِنَا الَّذِینَ سَبَقُونَا بِالْإِیمَانِ وَلَا تَجْعَلْ فِی قُلُوبِنَا غِلًا لِلَّذِینَ آمَنُوا رَبَّنَا إِنَّکَ رَءُوفٌ رَحِیمٌ»(۱۰/حشر) یعنی: و آنان که پس از مهاجرین و انصار آمدند (یعنی تابعین و سایر مؤمنین تا روز قیامت) دائم به درگاه خدا عرض می‌کنند: پروردگارا، بر ما و برادران دینی‌مان که در ایمان پیش از ما شتافتند ببخش و در دل ما هیچ کینه و حسد مؤمنان قرار مده، پروردگارا، تویی که بسیار رؤوف و مهربانی؛ و گرنه قرآن کریم با شدت و صراحت تمام تأکید می‌کند که در آخرت، هیچ‌کسی را جرأت و همت آن نیست که کوچکترین نفعی و شفاعتی برای احدی بکند و هر که بخود مشغول است، مانند:. «کُلُّ نَفْسٍ بِمَا کَسَبَتْ رَهِینَةٌ»(۳۸/مدّثّر) یعنی: هر کس در گرو عملی است که انجام داده‌است. «یَوْمَ تَأْتِی کُلُّ نَفْسٍ تُجَادِلُ عَنْ نَفْسِهَا وَتُوَفَّی کُلُّ نَفْسٍ مَا عَمِلَتْ وَهُمْ لَا یُظْلَمُونَ»(۱۱/نحل) یعنی: یاد کن بر امت آن روزی که (از شدت ابتلاء و سختی) هر نفسی می‌آید در حالی که (برای رفع عذاب) به جدل و دفاع از خود برمی‌خیزد و هر کس را به جزاء عمل او کاملاً می‌رسانند و بر آنها ستم نمی‌کنند.
ثالثاً: طبق تصریحات کلام وحی، نفی شفاعت در روز قیامت مورد انتظار است نه وقوع شفاعت. آیات شریفه قرآن کریم در خصوص نفی شفاعت است و هیچ تصریح و حتی کوچکترین اشاره ای در قرآن کریم نیست که در قیامت شفاعتی واقع خواهد شود بلکه صراحت آیات است که: در آن روز اصلاً شفاعتی در کار نیست و بر فرض محال شفاعتی هم باشد قبول نخواهد شد. اینکه میگوئیم بر فرض محال، برای آنست که آیات قرآن کریم حتی وقوع محالات را هم غیر نافع و نا مقبول شمرده‌است چراکه: دادن فدیه و قربانی و فداکاری دوستانه و نفع بخشیدن اولاد و مال در آخرت از محالات است که در آیات شریفه، شدیداً مردود شمرده شده‌است مانند: «وَ اتَّقُوا یَوْماً لا تَجْزی نَفْسٌ عَنْ نَفْسٍ شَیْئاً وَ لا یُقْبَلُ مِنْها شَفاعَةٌ وَ لا یُؤْخَذُ مِنْها عَدْلٌ وَ لا هُمْ یُنْصَرُونَ»(۴۸/بقره) یعنی: و بترسید از روزی که هیچ‌کس ذره ای به کار دیگری نیاید و به حال او سودی نبخشد و از هیچ‌کس عوض و فدایی پذیرفته نشود و شفاعت هیچ‌کسی او را سودمند نباشد و آنان را یاوری نخواهد بود. «یَا أَیُّهَا الَّذِینَ آمَنُوا أَنْفِقُوا مِمَّا رَزَقْنَاکُمْ مِنْ قَبْلِ أَنْ یَأْتِیَ یَوْمٌ لَا بَیْعٌ فِیهِ وَلَا خُلَّةٌ وَلَا شَفَاعَةٌ وَالْکَافِرُونَ هُمُ الظَّالِمُونَ»(۲۵۴/بقره) یعنی: ای اهل ایمان، از آنچه روزی شما کردیم انفاق کنید پیش از آنکه بیاید روزی که نه کسی چیزی تواند خرید و نه دوستی و شفاعتی به کار آید، و کافران دریابند خود ستمکار بوده‌اند.»
قلمداران در صفحه ۳۹–۴۰ کتاب می‌گوید: «در قرآن مجید هیچ آیه و جمله ای یافت نمی‌شود که شفاعت کسی را دربارهٔ کسی دیگر در روز قیامت قائل باشد! بلکه آیات قرآن عموماً نفی شفاعت و کفایت از برای دیگر در عذاب اخروی می‌نماید.» (قلمداران، حیدرعلی، راه نجات از شرغلات، بخش حقیقت شفاعت) مجدد در صفحه ۴۵ همین کتاب آمده‌است: «چنان‌که قبلاً هم یادآور شدیم در کتاب مجید آسمانی ما هیچ آیه و اشاره ای بشفاعت انسانی برای انسانی اعم از پیغمبر و غیر پیغمبر نیامده و آن را ثابت نکرده‌است؛ و تمام آیاتی که در آن کلمهٔ شفاعت آمده‌است اعم از نفی و اثبات دربارهٔ بتان که خدایان مشرکین بودند یا فرشتگان که مدبر و متصرف دربارهای از شئون خلقت و امور مأذونهٔ آسمان و زمین هستند می‌باشد و این دو طائفه بتان و فرشتگان هیچ‌کدام انسان نیستند که درباهٔ انسان شفاعت کنند پس با دقت و تأمل و تعمق در آیات شریفه معلوم می‌شود که هیچ انسانی برای انسانی شفیع نخواهد بود. تنها از آیاتی که می‌توان شفاعت انسانی را برای انسانی استنباط نمود آیاتی است که در آن مؤمنی برای مؤمنی استغفار می‌کند خواه آن مؤمن استغفار کننده پیغمبر باشد یا غیر پیغمبر شفاعت انسانی برای انسانی نیز همین است و بس! و حتی شفاعت فرشتگان هم دربارهٔ زمینیان جزء استغفار نیست چنان‌که می‌آید؛ و این معنی علاوه بر آنکه تشخیص عقل و وجدان و صریح آیات شریفهٔ قرآن است که بعد از این خواهد آمد ان شاء الله، از متون روایت صحیحه و دقت در احادیث شریفه هم بروشنی بدست می‌آید. مضمون این معنی در احادیث فریقین است که شفاعت همان استغفار است.»
قلمداران باز در صفحه ۱۷۴ کتاب خود (درخصوص زیارت قبور - که معمولاً هدف زائر نیل به شفاعت مَزور است) می‌گوید: «مسألهٔ زیارت قبور در کتاب آسمانی ما کوچکترین اشاره ای بدان نشده‌است و در سنت نبوی ص که مورد عمل مسلمین صدر اول است اثری روشن ندارد بلکه نهی رسول‌الله صدر ابتدای بعثت از این عمل، متواتر است. لکن چنان‌که می‌بینیم امروز بصورتی درآمده است که می‌توان گفت: بمصداق کامل آیهٔ شریفه است که در مذهب بت پرستان می‌فرماید: «قال أتعبدون ما تنحتون»(۹۵/صافات) یعنی: ابراهیم گفت: آیا چیزی را که می‌تراشید، می‌پرستید؟ مسلمانان اسمی، آنچه را با خواب و خیال قبر پنداری امامزاده ای کرده‌اند، در آن با هوا و خیال خود گنبدی ساخته و ضریحی پرداخته و زیارتنامه ای اختراع کرده مشغول عبادت شده‌اند و خدا می‌داند که از این ناحیه چقدر زیان و ضرر دنیوی و اُخروی دارند.» (قلمداران، حیدرعلی، راه نجات از شرغلات، بخش شفاعتی که در قرآن است، ناشر: سایت عقیده)
علی بن ابیطالب در نهج البلاغه در این باب چنین می‌گوید:

قرآن شفاعت‌کننده‌ای است که شفاعتش پذیرفته می‌شود.

### شفاعت اهل بیت پیامبر اسلام
در حدیث‌هایی از محمدباقر و جعفرصادق چنین نقل شده‌است که گفته‌اند:

به خدا سوگند که ماشفاعت می‌کنیم؛ به خدا سوگند که ما در حق شیعیان گنهکارمان شفاعت می‌کنیم چنان‌که دشمنان ما با دیدن آن می‌گویند: ما را نه شفاعت کنندگانی است و نه دوستی مهربان.

### شفاعت ایمان و عمل صالح
علی ابن ابیطالب می‌گوید:

شفیع مردمان، عمل به حق است و پایبندی به صداقت و راستی.

### شفاعت توبه
از علی بن ابیطالب در این باب منقول است که گفته‌است:

شفاعت‌کننده‌ای موفق تر از توبه نیست.

### شفاعت پیامبران الهی
علی ابن ابیطالب در این مورد چنین می‌گوید:

دعوت پیامبران خدا را اجابت کنید و در برابر آن‌ها سر تسلیم فرود آورید و فرمان آن‌ها را ببرید تا مشمول شفاعت آنان شوید.

### شفاعت فرشتگان و ملائکه الهی
از پیامبر اسلام دربارهٔ این موضوع منقول است که گفته‌است:

شفاعت کردن مخصوص پیامبران و اوصیاء و مؤمنان و فرشتگان است.

### شفاعت شهیدان راه حق
پیامبر اسلام در مورد شفاعت شهیدان چنین گفته‌است:

یک نفر از آن‌ها دربارهٔ هفتاد هزار نفر از خانواده و همسایگان شفاعت می‌کنند.

### شفاعت دانشمندان و علمای دین
پیامبر اسلام در باب این مسئله چنین گغته است:

یک نفر از آن‌ها دربارهٔ هفتاد هزار نفر از خانواده و همسایگان شفاعت می‌کنند.

### شفاعت مؤمنین
جعفرصادق دربارهٔ شفاعت مؤمنین چنین گفته‌است:

مؤمن بر دو گونه است: مؤمنی که به عهد و شرط خدا وفا کند و این سخن خدای عزوجل است که «مردانی هستند که به پیمانی که به خدا بسته بودند وفا کردند». چنین مؤمنی نه گرفتار هول و هراس‌های دنیا می‌شود و نه هول و هراس‌های آخرت. او از کسانی است که شفاعت می‌کند و نیاز به شفاعت کسی ندارد؛ «دوم» مؤمنی که چون ساقه گیاه گاه کج و گاه راست می‌شود. چنین مؤمنی دستخوش هول و هراس‌های دنیا و آخرت می‌شود و از جمله کسانی است که برایش شفاعت می‌شود ولی قدرت شفاعت کردن ندارد.

### شفاعت خویشاوندان
محمدباقر(ع) چنین گفته‌است:

انسان برای قبیله خود شفاعت می‌کند؛ انسان برای خانواده خود شفاعت می‌کند؛ انسان به اندازه عمل خود در حق دو نفر شفاعت می‌کند؛ این است آن مقام محمود.

### شفاعت عابدین
از جعفرصادق منقول است که در این باب چنین گفته‌است:
چون روز قیامت شود … به عابد گفته می‌شود: به بهشت برو و به عالم گفته می‌شود: بایست و به سبب آنکه مردم را تربیت و ادب نیکو آموختی، برای آنان شفاعت کن.

## از دیدگاه متفکران
علی شریعتی: شفاعت در اسلام عامل کسب شایستگی نجات است، نه وسیله «نجات ناشایسته»، این فرد است که باید شفاعت را از شفیع بگیرد و سرنوشت خود را بدان عوض کند؛ یعنی سرشتش را چنان تغییر دهد که شایسته تغییر سرنوشتش باشد.
مرتضی مطهری می‌نویسد: در شفاعت غلط، شفیع تحت تأثیر گناه‌کار و صاحب قدرت تحت تأثیر شفیع قرار می‌گیرد؛ ولی در شفاعت صحیح، برعکس است: خدا علت مؤثر در شفیع است، و شفاعت شفیع، تحت تأثیر او و به خواست او در گناه‌کار مؤثر واقع می‌شود. سلسله‌جنبان رحمت، در نوع غلط شفاعت، گناه‌کار است و در نوع صحیح آن، مشفوعٌ عنده (خدا) است.
رضا قهرمانی می‌نویسد: بزرگان دین و ائمه واسطه‌ای برای تعلیم و تربیت و به تکامل رساندن مردم هستند و آموزه‌هایشان واسطه‌ای است برای نزدیکی انسان به خدا و رفتار و عمل به آن موجب رضای خدا و استجابت دعا می‌شود. شفاعت در حق کسی خواهد شد که در دنیا، راه حق را رفته و مسیر بندگی را در پیش گرفته باشد و مورد رضای خدا باشد.

### نقد
احمد کسروی، در خرده‌گیری به باور به شفاعت در رستاخیز، می‌نویسد:
اول باید دانست که شفاعت در دستگاه عدالت نمی‌شود، در دستگاه ظلم و جهل می‌شود. در زمان قدیم پادشاهان مستبد که بودند احکام آن‌ها از روی جهل یا ظلم بود. به یک مرد بیگناهی تهمت می‌زدند و می‌آوردند و پادشاه بدون تحقیق حکم می‌کرد ببرند سرش را ببرند، یا کسی یک گناه کوچک کرده بود پادشاه خشمش می‌گرفت و می‌گفت شکمش را پاره کنند. در برابر آن‌ها شفاعت لازم بوده وزیرها بایستی بخاک افتند و بقبله عالم التماس کنند تا بدبختی را از کشته شدن نجات دهند؛ ولی در دستگاه عدالت شفاعت معنی ندارد؛ مثلاً امروز در عدلیه گناهکاری را می‌آورند و تحقیق می‌کنند و حکم می‌دهند که اعدام شود، آیا ممکنست کسی در آنجا شفاعت کند؟!. هیچ تاکنون شده‌است؟ !. مثلاً دربارهٔ محمود قاتل، اصغر بروجردی، پزشک احمدی حکم دادند، آیا کسی شفاعت کرد؟.. آیا ممکن بود بکند؟. این است که می‌گویم: شفاعت در دستگاه ظلم و جهل می‌شود، در دستگاه عدالت نمی‌شود.
پس شما که بشفاعت عقیده دارید معنیش آنست که دستگاه خدا را دستگاه ظلم و جهل می‌شناسید، معنیش این است که بخدا توهین می‌کنید.
بعقیده شما روز قیامت خدا چون برای رسیدگی بحساب مردم می‌نشیند، یک دفعه بغضب می‌آید، نزدیک می‌شود که حکم کند آتش جهنم مانند اژدها، همه را بکام خود کشد، مردم بترس می‌افتند، ملائکه لرزیدن می‌گیرند پیغمبرها وانفسا می‌گویند، در چنان هنگامی امامهای شما پیش می‌آیند و بشیعیان خود شفاعت می‌کنند. یکی را می‌گویند شیعه ماست، دیگری را می‌گویند زوار ماست، هر کسی را بعنوانی از خشم خدا نجات می‌دهند، اگر در یکجا خدا ایستادگی کرد و کار بسختی کشید فاطمهٔ زهرا ناله می‌کشد که عرش و کرسی بلرزه می‌افتد، خدا ناچار می‌شود هرچه می‌خواهند بدهد. ببینید چه توهینی بخدا کردید؟!.
این معنایش آنست که امامهای شما بمردم مهربانتر از خدا بوده‌اند. خدا خواهد خواست همه را بسوزاند و آن‌ها شفاعت کرده نخواهند گذاشت.
من تعجب می‌کنم شما از یک طرف می‌گویید: حساب هست، کتاب هست. از یک طرف هم می‌گویید شفاعت خواهد بود. اگر حساب و کتاب هست دیگر شفاعت چه معنی دارد؟!.
حیدرعلی قلمداران در کتاب راه نجات از شر غلات می‌فرماید:
«مسئله شفاعت با وسعت و کیفیتی که بین مردم شایع است، بزرگترین علّت و آفت عدم اجرای احکام شریعت و قوی‌ترین مُحرِّک جُرم و معصیت و شدیدترین مشوِّق کذب و بدعت است. چنان‌که عقل و وجدان گواهی می‌دهد و آیات قرآن صریحاً بیان می‌کند، شفاعت هیچ مایه ای از عقل و پایه ای از شرع ندارد.»